# Rio Cuieiras (vattendrag i Brasilien, lat 0,45, long -62,73)
Rio Cuieiras är ett vattendrag i Brasilien.   Det ligger i delstaten Amazonas, i den nordvästra delen av landet, 2 400 km nordväst om huvudstaden Brasília.
I omgivningarna runt Rio Cuieiras växer i huvudsak städsegrön lövskog. Trakten runt Rio Cuieiras är nära nog obefolkad, med mindre än två invånare per kvadratkilometer.